# Epperly

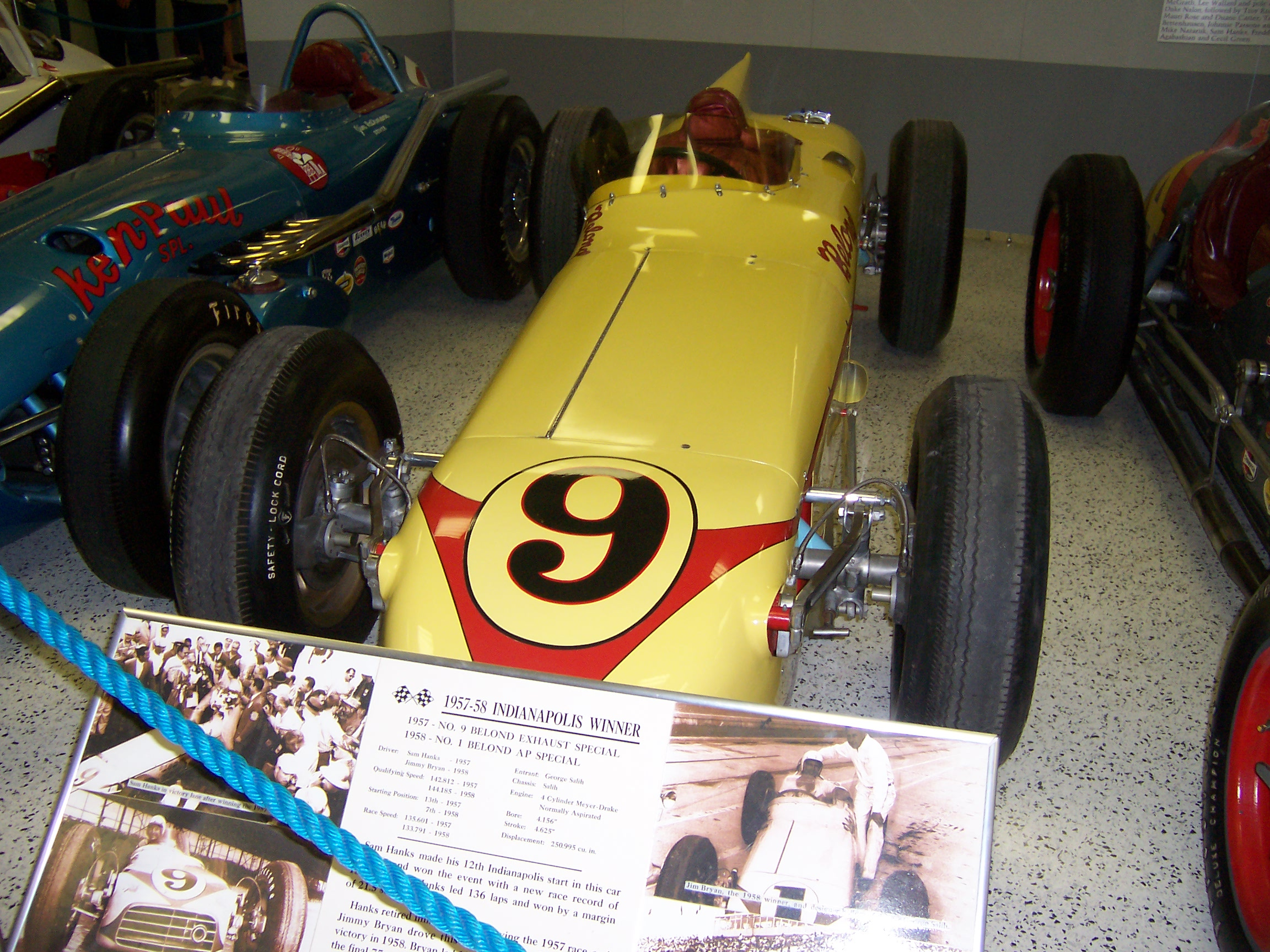
Siegerwagen der 500-Meilen von Indianapolis 1957 und 1958

Epperly war eine US-amerikanische Herstellerfirma von Motorsport-Chassis in den 1950er-Jahren, die vorwiegend in der nationalen  Meisterschaft (Indy cars) eingesetzt wurden und nach ihrem Gründer, Quin Epperly, benannt wurde.

## Entwicklungsgeschichte
Obwohl viele Teams und Fahrer auf diese Chassis setzten, gelang es erstmals Sam Hanks mit seinem Belond Exhaust Special 1957, einem von George Salih radikal umgebauten Epperley, indem der Vierzylinder-Offenhauser-Motor liegend zur Herabsetzung des Schwerpunktes eingebaut worden war, die 500-Meilen-Rennen von Indianapolis siegreich für sich zu entscheiden. Der Rennveteran Hanks, der seit den 1930er-Jahren im Rennsport aktiv war, erklärte beim Siegerinterview unter Tränen seinen Rücktritt, während Salih, der seine ganzen Ersparnisse in den Umbau gesteckt hatte, sich damit sanieren konnte.
1958 gewann Jimmy Bryan das 500-Meilen-Rennen von Indianapolis mit dem identischen Wagen.